# Hårdaholmen
Hårdaholmen är en medeltida gård i Blåviks socken, Boxholms kommun. 1567 ägdes gården av Alfrid Månsdotter som var dotter till Måns Johansson (Natt och Dag). Tillhörde tidigare Torpa socken och från år 1866 tillhörde den Blåviks socken.

## Torp och stugor under Hårdaholmen

### Häggarp
Häggarp grundades 1567.

### Jerckhultet
Jerckhultet byggdes 1673 och stavades enligt 1673 års dombok Jerkarehultet.

### Övriga
- Stensjön (1700-)
- Sågen  (1739-1900)
- Berget (1740-1895)
- Udden (1740-)
- Hultastugan (1803-1840)
- Stäket (1836-1900)
- Snurran (1840-1865)